# Lewoleba
Lewoleba is een bestuurslaag in het regentschap Lembata van de provincie Oost-Nusa Tenggara, Indonesië. Lewoleba telt 4523 inwoners (volkstelling 2010).